# Cryin’ Like a Bitch
Cryin’ Like a Bitch, zapis stylizowany Cryin’ Like a Bitch! i Cryin’ Like a Bitch!! – utwór amerykańskiego zespołu muzycznego Godsmack, będący pierwszym singlem z piątego albumu studyjnego zespołu, The Oracle. Został wydany w formacie winyl 7” 2 marca 2010 roku nakładem Universal Republic Records. Rok wcześniej Universal Republic Records i Universal Music Group wydały utwór w postaci singla CD promo, odpowiednio, w Stanach Zjednoczonych i w Finlandii.

## Znaczenie tekstu i pochodzenie tytułu
Sully Erna, wokalista i lider zespołu Godsmack, w jednym z wywiadów z lutego 2010 roku stwierdził, że „Cryin’ Like a Bitch” to „bardzo mocna piosenka”, jednak niechętnie odnosił się do tego, o kim traktuje jej tekst, bo, jak mówił, „nie chciał nikogo wrzucać pod autobus”. Rozwinął myśl w następujący sposób: 

To bardziej dotyczyło po prostu tego, że mam dość „primadonn” i pewnych gwiazd rocka w tej branży, które wciąż czują, że mogą oddziaływać na ludzi wokół i mają duże znaczenie, mimo że minęło około 20 lat od ich wielkiego momentu.

{{Cytat}} Nieprawidłowe/puste pola: "styl".

W tym samym wywiadzie Erna przyznał, że pomysł na utwór wywodzi się od jednej, konkretnej osoby. Jak wyjaśnił, narodził się po tym, jak słyszał narzekanie tej osoby na pewne rzeczy, co działało mu na nerwy. Z kolei w wypowiedzi udzielonej w tym samym miesiącu tego samego roku serwisowi Blabbermouth.net wokalista oznajmił, że „Cryin’ Like a Bitch” został zainspirowany wydarzeniami z trasy koncertowej Crüe Fest 2 z lata 2009 roku, podczas której Godsmack występował u boku głównej atrakcji trasy, zespołu Mötley Crüe. Erna powiedział wówczas Artisan News Service: 

Na tej trasie niewątpliwie było trochę rockowych śmieci, jakich po prostu nigdy wcześniej nie widzieliśmy w naszej karierze... to był pierwszy raz, kiedy powiedziałem sobie: „Wiecie co?! Jeśli znajdą się pewni ludzie, którzy będą traktować innych w określony sposób, to będę wychodził tam każdej nocy i... upewnię się, że sprawimy, że będziecie wyglądać staro i grubo, i wrócę do domu z ładną, wielką wypłatą.”.

{{Cytat}} Nieprawidłowe/puste pola: "styl".

Według HardDrive Radio, tekst „Cryin’ Like a Bitch” powstał jako uderzenie w Nikkiego Sixxa, basistę Mötley Crüe, jednak w okresie premiery singla z utworem żaden z członków Godsmacka publicznie nie potwierdził tej informacji. Natomiast gdy podczas rozmowy z Shannonem Larkinem, perkusistą Godsmacka, z kwietnia 2010 roku dopytywano go o wydarzenia z trasy Crüe Fest 2, które miały zainspirować tekst utworu, ten po stwierdzeniu, że nie może mówić za resztę zespołu powiedział, że jego jedynym problemem był „sposób, w jaki ich [zespołu Mötley Crüe] ochrona traktowała naszych przyjaciół i rodzinę na backstage’u – sprawił, że próba normalnego przebywania tam była nieco niekomfortowa, ponieważ zrobiono z tego wielką sprawę, gdy Mötley byli na widoku na backstage’u, jakby nasza rodzina lub przyjaciele mieli ich zaczepiać lub coś w tym stylu, co po prostu nie miało miejsca”, poza tym z dezaprobatą odniósł się do uniemożliwienia Godsmackowi oglądania koncertu Mötley Crüe z wyznaczonego miejsca gdzieś z boku sceny. Oprócz tego dodał, że jest pomysłodawcą tytułu utworu: 

Wymyśliłem tytuł „Cryin’ Like a Bitch” (pol. „Płaczący jak suka”) po tym, jak zobaczyłem Philipa Riversa z San Diego Chargers płaczącego przy bocznej linii po przegranej. To może zabrzmieć okrutnie, ale hej, jestem fanem Raiders. To wystarczyło.

{{Cytat}} Nieprawidłowe/puste pola: "styl".

## Teledysk
Teledysk do utworu powstał w 2010 roku, a za jego reżyserię odpowiadał Paul Harb. Ukazuje on zawodników organizacji mieszanych sztuk walki Ultimate Fighting Championship (UFC): Chucka Liddella, Rashada Evansa, Brocka Lesnara, B.J. Penna i Matta Hughesa, brutalnie nokautujących swoich rywali w trakcie walk, podczas gdy zespół Godsmack gra „Cryin’ Like a Bitch” w magazynie.

## Lista utworów
Opracowano na podstawie materiału źródłowego.
Wydanie winyl 7” amerykańskie 2010 (Universal Republic B0014151-21)
| Nr | Tytuł utworu          | Długość |
| -- | --------------------- | ------- |
| 1. | „Cryin’ Like a Bitch” | 3:21    |
| 2. | „Whiskey Hangover”    | 3:47    |
|    |                       | 7:08    |

Wydanie CD amerykańskie 2009 promo (Universal Republic none) i CD fińskie 2009 promo (Universal none)
| Nr | Tytuł utworu          | Długość |
| -- | --------------------- | ------- |
| 1. | „Cryin’ Like a Bitch” | 3:21    |
|    |                       | 3:21    |

## Notowania na listach przebojów
| Lista (2010)                                                 | Pozycja |
| ------------------------------------------------------------ | ------- |
| Stany Zjednoczone (Billboard Hot 100 (Billboard))            | 74      |
| Stany Zjednoczone (Hot Rock & Alternative Songs (Billboard)) | 7       |
| Stany Zjednoczone (Mainstream Rock (Billboard))              | 1       |

| Lista (2010)                                   | Pozycja |
| ---------------------------------------------- | ------- |
| USA (Hot Rock & Alternative Songs (Billboard)) | 25      |

## Certyfikaty
| Region                   | Certyfikat |
| ------------------------ | ---------- |
| Stany Zjednoczone (RIAA) | złoto      |